# Urserenkraftwerk
Das Urserenkraftwerk ist ein nicht realisiertes Projekt für ein Speicherkraftwerk im Schweizer Kanton Uri zur Nutzung des Wassers im Oberlauf der Reuss. Wesentlicher Bestandteil aller zwischen 1920 und 1944 ausgearbeiteten Projekte wäre ein Stausee im Urserental gewesen, der auch als Großakkumulierwerk Andermatt bezeichnet wurde. Das Vorhaben scheiterte am Widerstand der umzusiedelnden lokalen Bevölkerung und wurde deshalb 1954 aufgegeben. Anstelle der Urserenkraftwerke wurde das Kraftwerk Göschenen gebaut.

## Geschichte
Zwischen 1920 und 1954 wurden mehrere Projekte zur Überstauung des Urserentals ausgearbeitet. Initiant (Initiator) der Projekte war Fritz Ringwald, der damalige Direktor der Centralschweizerischen Kraftwerke (CKW). Ein erstes Projekt war am 28. Mai 1920 unter dem Namen Stau- und Kraftwerk Andermatt bei der Urner Regierung eingereicht worden, wurde jedoch von der lokalen Bevölkerung abgelehnt. Mit dem 1921 begonnenen Bau des Kraftwerk Lungerersee waren die finanziellen Mittel der CKW gebunden, sodass diese nicht mehr auf eine Entscheidung bezüglich einer Baubewilligung drängten. Das Projekt wurde aber weiterhin öffentlich präsentiert.
In den Jahren 1931 bis 1932 arbeiteten die Schweizerischen Bundesbahnen ein Vorprojekt für einen Stausee im westlichen Urserental oberhalb von Hospental aus. Er hätte nur das Dorf Realp überstaut und sollte dadurch für die Bevölkerung eine eher akzeptierbare Lösung sein. Ein geologisches Gutachten zeigte aber, dass die für die Staumauer vorgesehene Stelle gänzlich ungeeignet war, weshalb das Projekt wieder fallen gelassen wurde.
Das Eidgenössischen Amt für Wasserwirtschaft schlug im Jahre 1935 im Rahmen einer Untersuchung über die verfügbaren Wasserkräfte in der Schweiz wiederum ein Projekt mit einem Urserenstausee vor, der mit einer zweistufigen Kraftwerkskaskade hätte genutzt werden sollen. Es war dies das erste Projekt, das die Überstauung aller Dörfer im Urserental vorschlug und Zuleitung verwendete, um auch Wasser von den Nachbartälern in den See zu bringen. Das staatlich ausgearbeitete Projekt hatte keine unternehmerische Zielsetzung, sodass es nicht aktiv weiterverfolgt wurde.
Vor dem Krieg wurde in den schweizerischen Städten hauptsächlich deutsche Kohle für die Raumheizung und Gasproduktion eingesetzt. Die während des Krieges versiegenden Importe wurden durch Elektrizität ersetzt, weshalb mit Ausbruch des Zweiten Weltkrieges im Jahre 1939 der elektrische Energieverbrauch sprunghaft anstieg und sich bis Ende des Krieges gegenüber dem Vorkriegswert fast verdoppelte. Es kam zu Engpässen in der Versorgung, hauptsächlich während der Wintermonate, in denen die Produktion der Laufwasserkraftwerke wegen des niedrigen Wasserstandes der Flüsse zurückging und der Energiebedarf wegen der Raumheizung besonders hoch war. Es wurde deshalb dringend nach Möglichkeiten für den Bau von Speicherkraftwerken gesucht, welche die Möglichkeit boten, das im Sommer von der Schneeschmelze anfallende Wasser im Stausee aufzubewahren und erst im Winter für die elektrische Energieerzeugung zu nutzen.
Im November 1940 wurde das Projekt unter der Leitung von Fritz Ringwald, damaliger Direktor der CKW, neu aufgelegt, wobei die Umsetzung durch ein Konsortium bestehend aus CKW, der Schweizerischen Kreditanstalt (SKA), der Elektrobank (Vorgängerin von Elektrowatt) und SBB hätte angegangen werden sollen. Für die Projektierung wurde das Studiensyndikat für die Urseren-Kraftwerke eingesetzt.
Es sollte ein Kraftwerk in für damalige Verhältnisse gigantischen Ausmassen entstehen, das jährlich 3000 GWh Winterenergie produziert hätte – zum Vergleich: die Jahresproduktion der Grand-Dixence-Wasserkraftwerke beträgt 2000 GWh, diejenige des Kernkraftwerk Gösgen 8000 GWh. Die Anlage hätte auf der Preisbasis vom August 1939 1,1 Milliarden Franken gekostet, was nach Preisbasis 2010 ungefähr 8,6 Milliarden Franken wären – etwa zwei Drittel des Gotthard-Basistunnels, dessen Kosten damals auf 12 Milliarden Franken geschätzt wurden. Der Bau sollte deshalb in drei bis fünf Etappen über einen Zeitraum von 20 Jahren erfolgen, wobei die Staumauer über zehn Jahre schrittweise erhöht worden wäre.

### Widerstand

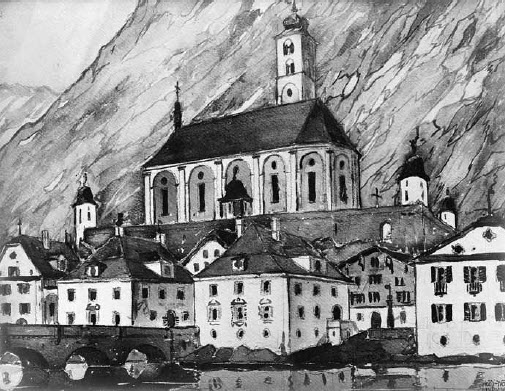
Kirche von Neu-Hospental in einer Illustration von Heinrich Meili-Wapf in einer für das Projekt von 1920 erstellten Illustration

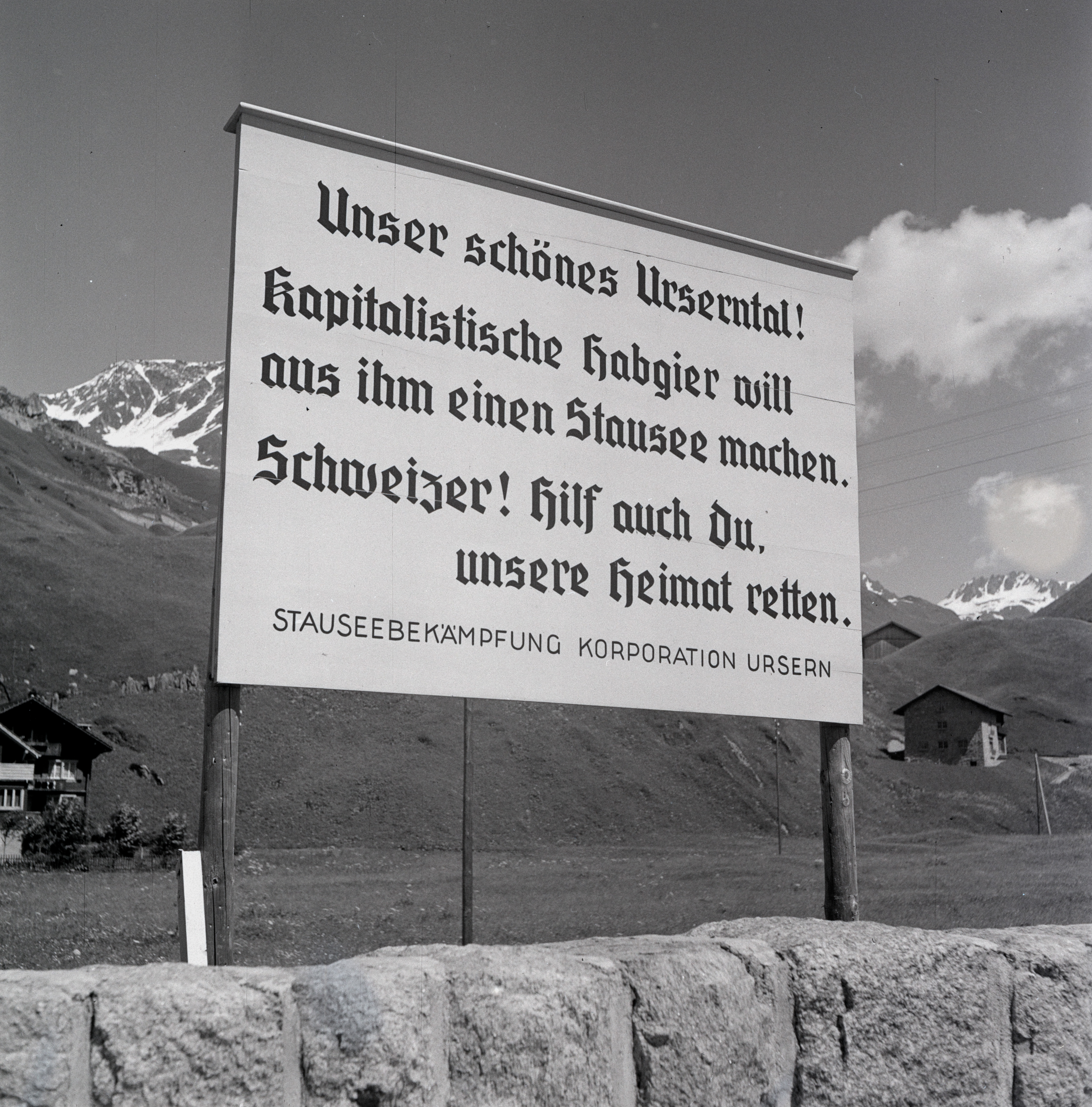
Plakat der Stauseebekämpfung Korporation Urseren

Bereits gegen das Projekt von 1920 hatte sich Widerstand in der Korporation Urseren geregt, der Körperschaft des öffentlichen Rechtes, welcher alle Bürger des Urserentals angehören, allerdings gab es auch einige Befürworter aus dem Tourismusbereich.
Bei der Neuauflage des Projektes in den Jahren 1943/44 wären das ganze Urserental geflutet und die Dörfer Andermatt, Hospental und Realp überstaut worden. Dabei wären 140 Landwirtschaftsbetriebe und 663 ha Kulturland verschwunden. Es lebten damals 2026 Einwohner im Urserental, weiter gab es 89 Gewerbebetriebe und 17 Hotels. Die als Ersatz angebotenen neuen Dörfer entlang des Sees hätten keine Existenzgrundlage gehabt, da kein Kulturland mehr vorhanden gewesen wäre, sodass die Landwirte das Tal hätten verlassen müssen. Als Umsiedlungsgebiete wurde Arni ob Amsteg und das Maderanertal vorgeschlagen, aber auch weiter weg liegende Gebiete in den Kantonen Luzern, Schwyz und St. Gallen, sowie die Magadinoebene im Tessin.
Da die ganze Talgemeinschaft vom Kraftwerksbau betroffen gewesen wäre und eine Umsiedlung nicht als Ganzes hätte umgesetzt werden können, regte sich massiver Widerstand der Talbevölkerung gegen den Verlust von Heimat und Gemeinschaft. Der Widerstand wurde von Ludwig Danioth, dem damaligen Verwalter der Korporation Urseren und Regierungsrat des Kantons Uri koordiniert. Die Losung des Widerstandes hiess: Wir verhandeln nicht, wir verkaufen nicht, wir geben nicht ! Die CKW als Bauherrin des Projektes argumentierte für das Projekt, indem sie auf ein gesamtschweizerisches Interesse hinwies, das über regionale und kantonale Interessen zu setzen sei.
Wegen des heftigen Widerstands versuchte das Studiensyndikat für die Urseren-Kraftwerke ohne Beantragung einer Kraftwerkskonzession beim Kanton Uri vorab zumindest mit einigen Landwirten im Tal handelseinig zu werden. Diese Taktik wurde von den Taleinwohnern bemerkt und erfolgreich verhindert, indem sie den mit dem Landaufkauf beauftragten Ingenieur Karl J. Fetz am 19. Februar 1946 handgreiflich aus dem Tal verjagten.
Nachdem das Konzessionsgesuch für das Kraftwerk am 31. Mai 1946 doch noch eingereicht wurde, gingen über 500 Einsprachen ein, sodass das Gesuch von der Urner Regierung abgelehnt und vom Studiensyndikat zurückgezogen wurde.

### Nachfolgeprojekte
Vom Projekt 1943/44 wurde schliesslich nur das Kraftwerk Wassen umgesetzt. Nachdem der Speichersee im Urserental endgültig aufgegeben worden war, wurde das Kraftwerk Göschenen mit einer Wasserfassung beim Urnerloch und dem Göscheneralpsee realisiert. Fritz Ringwald bemerkte wehmütig in einem Bericht über dieses Kraftwerk, dass es leider nur ein Fünftel der Leistung des Urserenkraftwerks habe.

## Projekte

### Stau- und Kraftwerk Andermatt (1920)

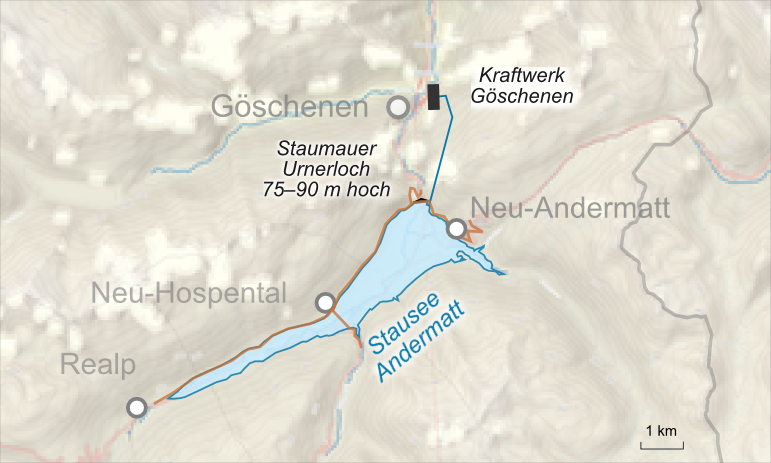
Projekt des 147 MW-Kraftwerkes

Eine 75 bis 90 m hohe Staumauer beim Urnerloch hätte einen See mit 180–250 Mio. m³ Inhalt auf dem Talboden des Userentals aufgestaut. Das Wasser wäre von einem Kraftwerk am rechten Reussufer in Göschenen verarbeitet worden, das bei Vollausbau eine Leistung von 147 MW gehabt hätte. Die Dörfer Andermatt und Hospental hätten umgesiedelt werden müssen. Neu-Andermatt wäre an der Oberalpstrasse in der Nähe des Seeufers entstanden, Neu-Hospental wäre auf der gegenüberliegenden Talseite am Bäzberg angelegt worden. Die Planung der neuen Siedlungen wurde an zwei Architekturbüros übergeben: Neu-Andermatt an Möri & Krebs in Luzern, Neu-Hospental an Heinrich Meili-Wapf und seinen Sohn Armin Meili. Die ausgearbeiteten Projekte repräsentieren das damalige Idealbild einer ländlichen Siedlung. Die Gotthardstrasse wäre dem See zuerst dem Nordufer gefolgt und wäre bei Neu-Hospental mit einer 250 m langen steinernen Bogenbrücke über den See geführt worden, die Furkastrasse wäre ebenfalls dem nördlichen Seeufer gefolgt. Das Dorf und die Verkehrswege am Nordufer des Sees hätten durch massive Lawinenverbauungen geschützt werden müssen.

### Vorprojekt der SBB (1931/32)

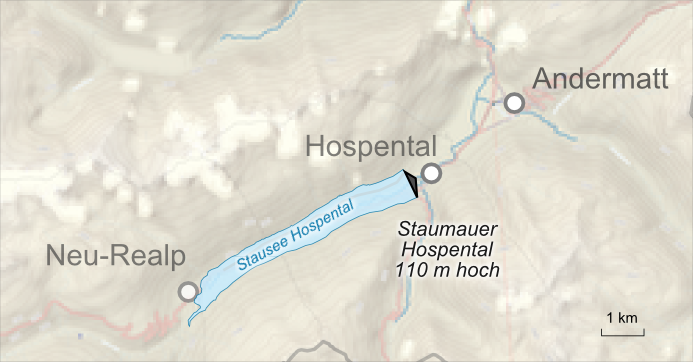
Stausee Hospental

Die SBB als Besitzerin der Konzession zur Wasserkraftnutzung der Reuss zwischen Urnerloch und Amsteg arbeitete ein Vorprojekt für eine Staumauer oberhalb von Hospental aus. Die 110 m hohe Gewichtsstaumauer hätte einen See mit 121 Mio. m³ Inhalt geschaffen, wobei von den Dörfern im Tal nur Realp hätte umgesiedelt werden müssen.

### Vorprojekt des Eidgenössischen Amtes für Wasserwirtschaft (1935)

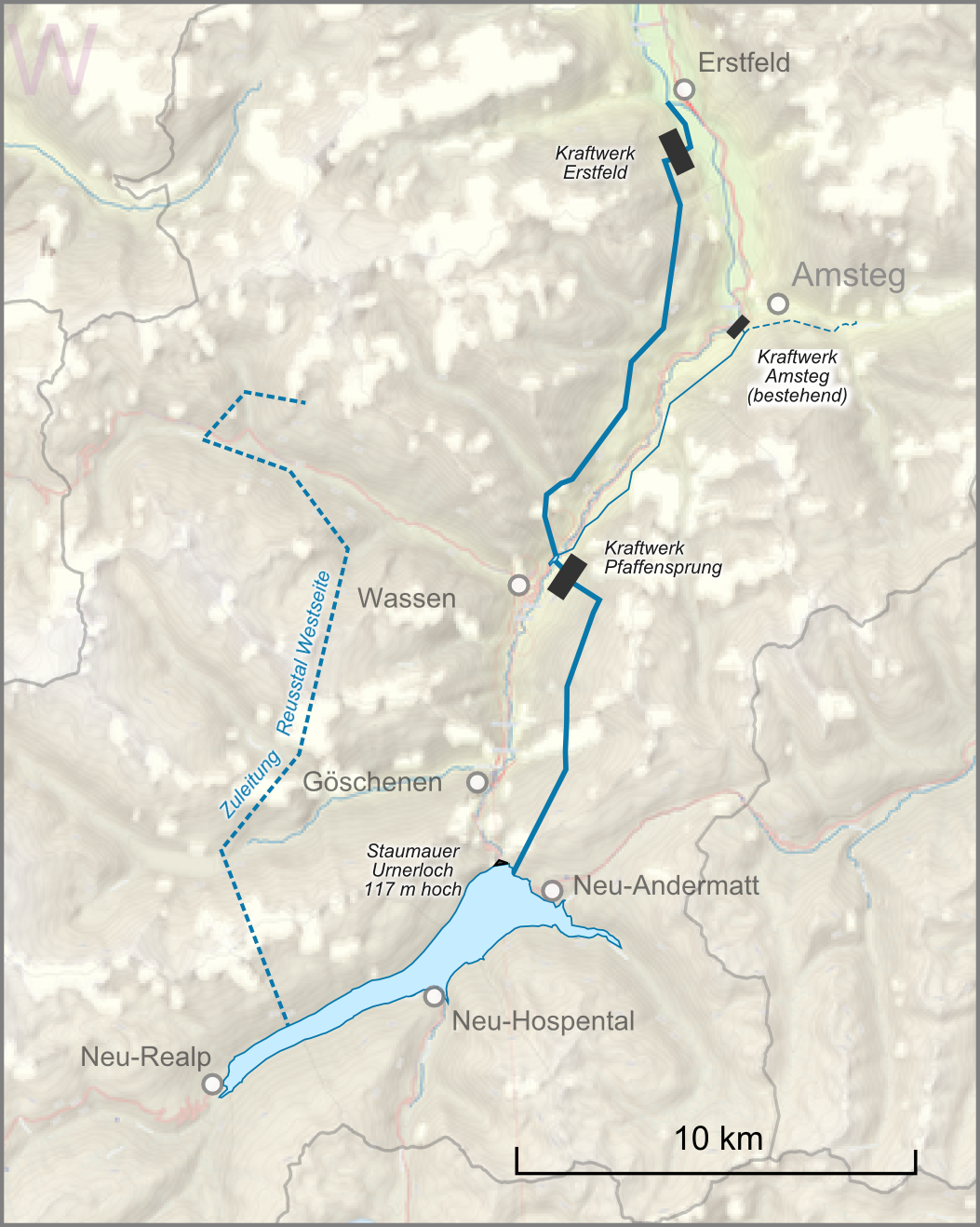
Vorprojekt eines 396 MW Kraftwerkes vom Eidgenössischen Amt für Wasserwirtschaft aus dem Jahre 1935

Eine 117 m hohe Staumauer beim Urnerloch hätte einen See mit 421 Mio. m³ Inhalt aufgestaut. Die Dörfer Hospental und Andermatt wären überstaut worden. Zusätzlich zu den natürlichen Zuflüssen zum See wären über Zuleitungen auch die Göschenerreuss und die Meienreuss in den See geleitet worden. Das Wasser wäre in den beiden Kraftwerken Pfaffensprung und Erstfeld genutzt worden. Die installierte Leistung beider Kraftwerke wäre 396 MW gewesen. Im Winter hätte 1000 GWh, im Sommer 1500 GWh erzeugt werden können.

### Urserenkraftwerke (1941)

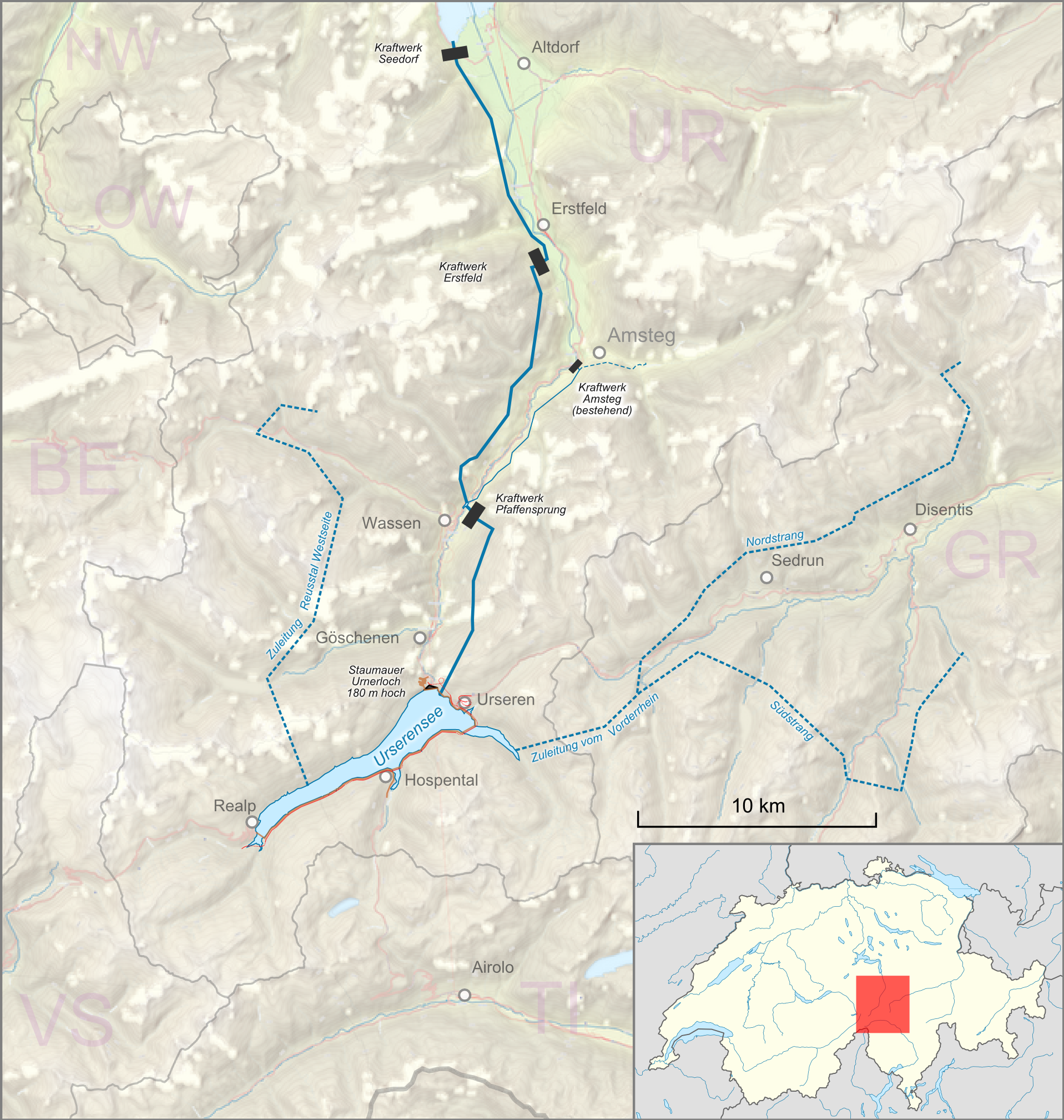
Projekt des Urserenkraftwerkes mit einer Leistung von 948 MW im Jahre 1941

Eine 180 m hohe Staumauer beim Urnerloch hätte einen See mit 1200 Mio. m³ Nutzinhalt aufgestaut. Die Zuleitungen des Reusswassers wurden vom Projekt von 1935 übernommen und mit einer Zuleitung von Vorderrheinwasser ergänzt. Im Sommer wäre zusätzlich Wasser vom Vierwaldstättersee in den Urserenstausee gepumpt worden. Dafür wären jährlich 2000 GWh Energie nötig gewesen. Das Wasser des Urserensees wäre in den drei Stufen Pfaffensprung, Amsteg und Seedorf genutzt worden. Die installierte Leistung aller Zentralen hätte 948 MW betragen. Im Winter hätten 2800 GWh produziert werden können. Die Kraftwerkanlage war somit eine Pumpspeicheranlage, die jährlich nur 800 GWh Nettoenergie produziert hätte. Es wurde befürchtet, dass die Energie für das Hochpumpen des Wassers nur schwer aufzutreiben gewesen wäre und der Betrieb der Anlage damit unwirtschaftlich gewesen wäre, weshalb beim Projekt von 1943/44 der Pumpbetrieb aus dem Vierwaldstättersee nicht mehr vorgesehen wurde.

### Urserenkraftwerke (1943/44)

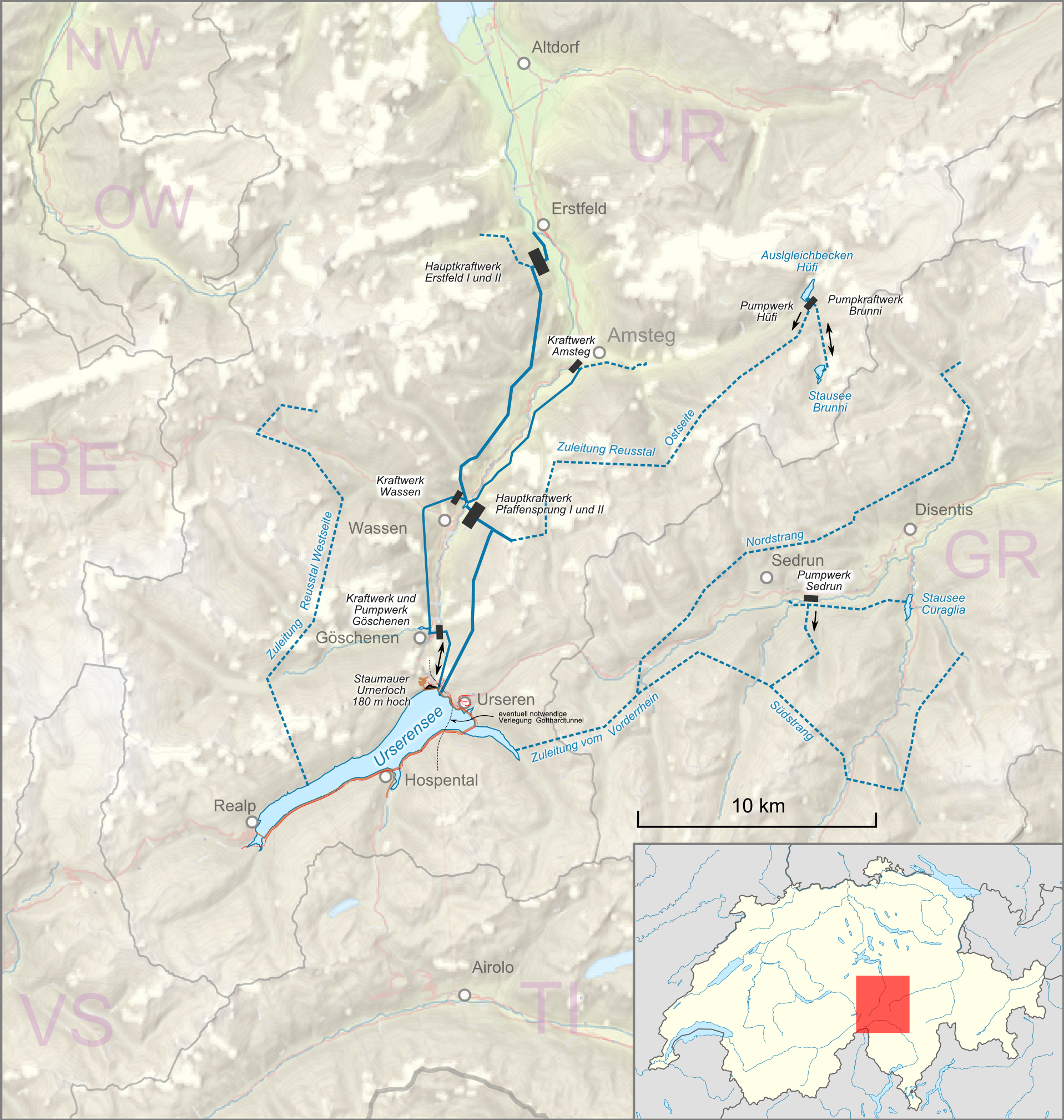
Projekt des 1,27 GW-Kraftwerkes

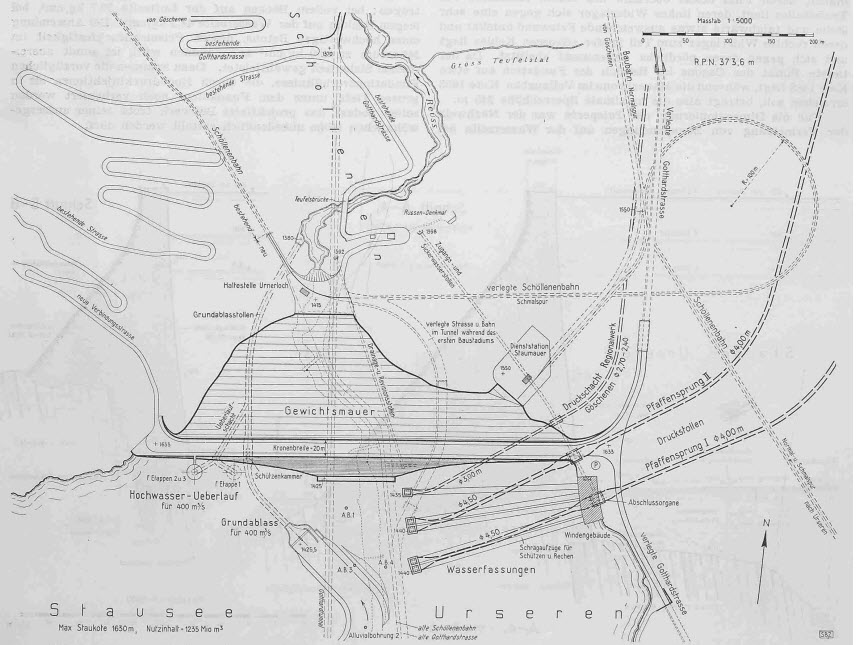
Lageplan der Staumauer. Rechts ist der für die Schöllenenbahn vorgesehene Kehrtunnel zu erkennen.

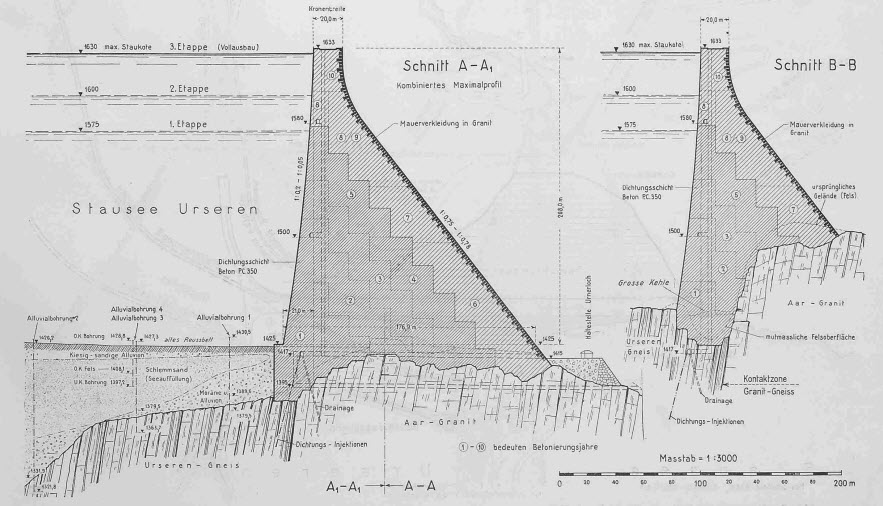
Querschnitt durch die geplante 208 m hohe Staumauer

Stausee Urseren und Staumauer waren ähnlich dem Projekt von 1941, die Mauer wurde aber auf 208 m erhöht. Die Dammkrone der Gewichtsstaumauer wäre 550 m lang geworden und für den über zehn Jahre vorgesehene Bau wären 4,7 Mio. m³ Beton vorgesehen.
Der Urserensee wäre anstelle von Wasser aus dem Vierwaldstättersee mit Wasser aus weiteren Zuleitungen gefüllt worden. Es sollte nun auch von der östlichen Flanke des Reusstals zugeleitet werden. Weiter sollten ein Pumpkraftwerk im Brunnital gebaut werden, von dessen Ausgleichsbecken mit dem Pumpwerk Hüfi Wasser in die östliche Reusszuleitung gepumpt worden wäre. Ein weiteres Pumpwerk war in Sedrun vorgesehen, das Wasser aus einem Stausee bei Curaglia in die Vorderrheinzuleitung gepumpt hätte. Die vorgesehenen Zuleitungen hätten eine Gesamtlänge von 86 km gehabt.
Der Urserensees hätte zwei Grosskraftwerken in Pfaffensprung und Erstfeld, sowie ein kleineres Pumpkraftwerk in Göschenen versorgt, ausserdem wäre das unabhängig vom Urserenkraftwerk in Planung befindliche Kraftwerk Wassen und das bestehende SBB-Kraftwerk Amsteg mit Wasser versorgt worden, wobei die Leistung des Kraftwerks in Amsteg erhöht worden wäre. Der Bau des gesamten Kraftwerkverbundes wäre in Etappen bis zur vollen Leistung von 1,27 GW erfolgt. Im Winter hätten 2900 GWh zur Verfügung gestellt werden können.

#### Verkehrswege

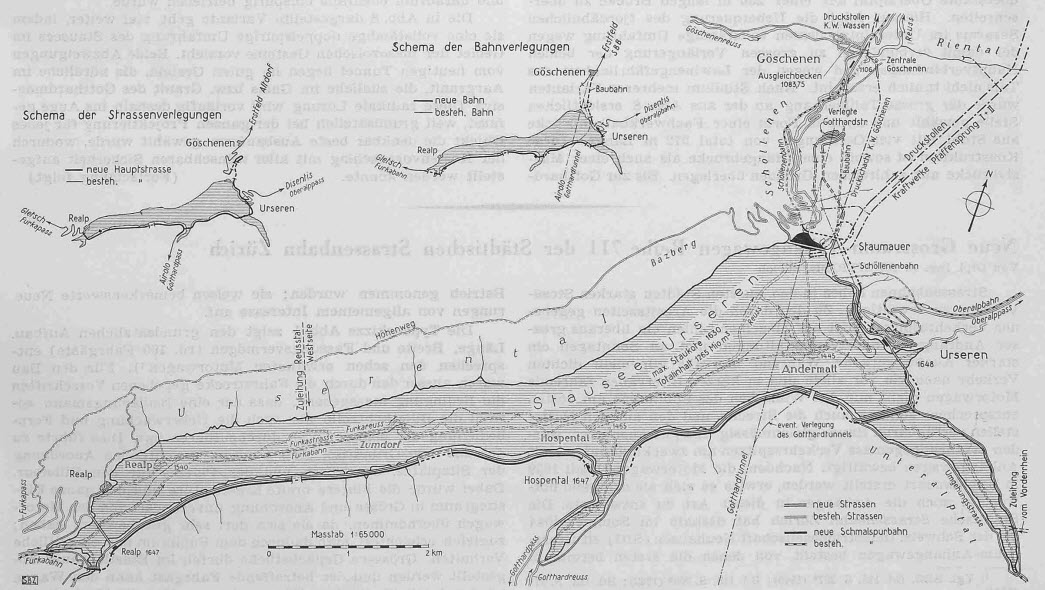
Stausee mit der geplanten Verlegung der Verkehrswege. Die in Betracht gezogene Verlegung des Gotthardtunnels ist beim Schriftzug Andermatt zu erkennen.

Für das Projekt hätten mehrere Verkehrswege verlegt oder gesichert werden müssen:
- Die Schöllenenstrasse hätte bis kurz vor der Teufelsbrücke dem bestehenden Verlauf beibehalten, wäre dann der Strasse auf dem Bäzberg gefolgt, deren Abzweigung sich heute in einer Lawinengalerie auf halbem Weg zwischen Göschenen und Andermatt befindet. Von dieser Strasse aus wäre mit einer kurzen Verbindung die Dammkrone erreicht worden, wo der Verkehr die Schöllenenschlucht überquert hätte und dann dem östlichen Seeufer entlang zur neuen Siedlung Urseren geführt worden wäre.
- Die Schöllenenbahn hätte bis unterhalb des Urnerlochs das bestehende Trassee benutzt und hätte mit einem Kehrtunnel die Höhe der Dammkrone erreicht. Am Fusse der Staumauer wäre die Haltestelle Urnerloch erstellt worden.[20]
- Die Bahnstrecke über den Oberalppass wäre mit einem neuen Kehrtunnel von Norden in den Bahnhof Urseren geführt worden. Die Züge der Verbindung Chur–Brig hätten dadurch wie bei der bestehenden Strecke eine Spitzkehre im Bahnhof machen müssen.
- Bahn und Strasse in Richtung Furkapass und Gotthardpass wären dem südlichen Seeufer gefolgt.[20]
- Bei diesem Projekt wurden erstmals auch die Auswirkungen auf den Gotthardtunnel untersucht. Der Tunnel hätte teilweise neu gebaut werden müssen für den Fall, dass er durch den zusätzlichen Druck vom Stausee deformiert worden wäre oder Wassereinbrüche entstanden wären. Die neue Röhre wäre ähnlich wie beim Lötschbergtunnel in einen Bogen um die Störzone herumgeführt worden. Sie sollte zuerst doppelspurig ausgeführt werden, wurde später aber nur noch einspurig vorgesehen. Nach dem Bau der einspurigen Umfahrungsröhre war vorgesehen, den ganzen Verkehr durch diese Röhre zu führen, währenddem die bestehende Röhre von innen verstärkt worden wäre, sodass wenigsten ein Gleis hätte in der alten Röhre platziert werden können.[20] Für das Projekt wurde im Gotthard-Tunnel bei Kilometer 2,8 eine Tunnelnische angelegt, aus der das Zürcher Unternehmen Swissboring Probebohrungen ausführte, um die Geologie des zukünftigen Seebeckens zu erforschen.[21]
- Für den Bau der Staumauer war ein von Göschenen aus in einem Tunnel verlaufendes normalspuriges SBB-Anschlussgleis vorgesehen, das bis unter die Basis der Mauer gereicht hätte.[20]